# Chiesa di Santa Croce (Luras)
La chiesa di Santa Croce è un edificio religioso situato a Luras, centro abitato della Sardegna nord-orientale. Consacrata al culto cattolico, fa parte della parrocchia di Nostra Signora del Rosario, diocesi di Tempio-Ampurias.
La chiesa, prospiciente la parrocchiale, è sede dell'omonima confraternita che cura le celebrazioni della settimana santa. Edificata nel 1677 con conci in granito a vista, è stata sottoposta nella seconda metà nel Novecento a lavori di rifacimento che ne hanno ridotto la lunghezza e arretrato la facciata. All'interno un'acquasantiera, donata dall'allora priore Antonio di Feno, ne riporta l'anno di costruzione. Per le feste natalizie vi viene allestito un suggestivo presepe vivente in costume tradizionale.